# Андоније Рафаил Епактит
Андоније Рафаил Епактит (XV век) био је српски средњовековни писац. 

## Живот и дело
У Србију стигао као „дошљак“ (грч. epaktit), како сам за себе каже, и стварао у време деспотa Стефана Лазаревића. Највероватније је био грчког порекла. 
Написао је „Похвалу кнезу Лазару“ (тј. „Слово о Светом кнезу Лазару“) 1419/1420. године, највиши домет стила „плетеније словес“, са реторски развијеном структуром и обиљем неологизама (преко 200), необичних метафора и сложених песничких слика. Написано у најбољој традицији српскословенског језика, али и у духу поетике византијског исихазма (тј. отпора латинском и османлијском продирању у православну хришћанску цивилизацију), ово дело представља један од десет најзначајнијих средњовековних списа о Косовском боју.

## Превод на савремени српски језик
Слово о светом кнезу Лазару, прев. са српскословенског Ђорђе Трифуновић, у: „Списи о Косову“, Просвета, Београд, 1993, Стара српска књижевност у 24 књиге, књ. 13.